# Polina Komar
Pour les articles homonymes, voir Komar.
Polina Dmitryevna Komar (en russe : Полина Дмитриевна Комар), née le 4 novembre 1999 à Moscou, est une nageuse synchronisée russe.
Représentant la Russie, elle remporte plusieurs médailles aux championnats du monde ou aux championnats d'Europe à partir de 2017.
Elle remporte la médaille d'or du ballet aux Jeux olympiques d'été de 2020 à Tokyo.